# Jincheon-gun
Jincheon-gun (hangul: 진천군, hanja: 鎭川郡) är en landskommun (gun) i den sydkoreanska provinsen Norra Chungcheong. Folkmängden var 89 364 i slutet av 2020, varav 31 486 invånare bodde i centralorten Jincheon-eup.
Kommunen indelas i två köpingar (eup) och fem socknar (myeon):
Baekgok-myeon,
Chopyeong-myeon,
Deoksan-eup,
Gwanghyewon-myeon,
Iwol-myeon,
Jincheon-eup och
Munbaek-myeon.

## Ekonomi
Jincheon-gun har en liten befolkning men är hem för många stora företag. Bland de mest representativa finns Hyundai Mobis, CJ CheilJedang, Hanwha Q CELLS Korea, PI Advanced Materials, Dongwon Systems, Daewon Pharmaceutical, Lotte Packaging Solutions, Celltrion, BGF Food, Dongseo Food, Birak, Cheongho Nais, Samyang Packaging, Crown Confectionery och Nexans Korea.